# Ligne Jokeri
La ligne Jokeri (finnois : Raide-Jokeri) est une ligne de métro léger qui dessert les villes d'Helsinki et Espoo en Finlande. Cette ligne longue de 25 km remplace la ligne de bus 550, qui était la plus fréquentée du réseau de bus de la régie des transports de la région d’Helsinki.

## Le contexte du projet
L'actuelle ligne de bus interurbain 550 est officiellement nommée Jokeri (français : "Le Joker").
Jokeri est un acronyme de Joukkoliikenteenkehämäinen raideinvestointi – signifiant : "Investissement ferroviaire pour un transport en commun périphérique").
La ligne de bus 550 parcourt actuellement 25 km presque parallèlement au périphérique Ring I d’Helsinki. 
La ligne 550 part d'Itäkeskus à l'Est jusqu'à Tapiola à l'Ouest. 
Elle offre des interconnexions avec le tramway d'Helsinki à Oulunkylä, Huopalahti, Pitäjänmäki et Leppävaara, ainsi qu'avec le métro à Itäkeskus.
Le projet a pour objectif de convertir la ligne de bus Jokeri en ligne de métro léger. 
À l'origine en 1990, la ligne 550 devait être une ligne de métro léger mais elle sera réalisée sous la forme d'une ligne de bus en 2003. 
La conversion de la ligne de bus saturée par une ligne de métro léger est projetée pour la première fois en 2009, mais la décision de lancer les travaux de construction attendra juin 2016.
Les conseils municipaux d'Helsinki et Espoo ont approuvé le projet de construction en juin 2016 à la suite de la décision de l'État d'en cofinancer la construction. 
La municipalité d'Espoo prévoit d'installer le terminus occidental à Keilaniemi au lieu de Tapiola. 
Une interconnexion avec le Métro sera possible aux stations Aalto yliopisto et Keilaniemi.
Selon une estimation réalisée en juin 2016, le coût de construction de la ligne de 25 km de long s'élèvera à 355 millions d'euros.
En avril 2018, le montant estimé est de 386 millions d'euros}.
L'acquisition du matériel roulant et la construction du dépôt correspondraient à des coûts supplémentaires de 95 et 65 millions d'euros.

## Le projet
La construction a commencé en juin 2019 et la ligne devrait entrer en service en 2024.

## Matériel roulant
Le matériel roulant sera composé de voitures de la série Artic de la société Transtech. 
Les voitures de la série Artic ont 34 mètres de long.
Elles pourront plus tard être remplacées par des voitures de la série Artic XL qui font 44 mètres de long.